# アンドリュー・ハンプステン
アンドリュー・ハンプステン（Andrew Hampsten、1962年4月7日- ）は、アメリカ合衆国・コロンバス出身の元自転車競技選手。

## 経歴
1985年、アメリカのプロ自転車チームであるSRC・リーヴァイス＝ラレーと契約を結んでプロ入り。同年のジロ・デ・イタリアの第20ステージを勝利したレースが、同年のジロ・デ・イタリアで総合優勝を果たしたベルナール・イノーの目に強く止まったことが契機となり、翌1986年にイノー率いるフランスのラ・ヴィ・クレールへと移籍。
そして、ハンプステンはその期待に応えるべく、同年のツール・ド・スイスでは総合優勝を果たし、また同年のツール・ド・フランスではチームメイトであるイノー、グレッグ・レモンを献身的にアシストし、自身も総合4位に入る健闘を見せた他、マイヨ・ブラン（新人賞）を獲得。
しかし、イノーは1986年を最後に引退。またこの年のツールを制したレモンがラ・ヴィ・クレールの確固たるリーダーとなったこともあり、翌1987年にチームリーダーとしてアメリカのセブンイレブンに移籍。同年、ツール・ド・スイス総合2連覇を達成。
翌1988年のジロ・デ・イタリア。第12、18ステージを制し、猛吹雪に見舞われ大量の選手が低体温症に陥る地獄絵図と化した第17ステージを2位で凌ぎ、マリア・ローザを手中に収める。その後、エリック・ブロイキンクらの追撃を退け、アメリカ国籍選手として、また欧州国籍以外の選手として初めてジロ・デ・イタリアを制覇。
1991年に移籍したモトローラ所属時代の1992年に、ツール・ド・ロマンディで総合優勝。また同年のツール・ド・フランスではラルプ・デュエズの区間を制覇して総合4位に入った。その後、1995年にバネスト、1996年にUSポスタルサービスに在籍したが、1996年のシーズンを最後に現役を引退した。

## 主な実績
1985年
ジロ・デ・イタリア 第20ST 優勝
1986年
ツール・ド・スイス 総合優勝。プロローグ優勝
 ツール・ド・フランス 総合4位。新人賞。
1987年
ツール・ド・スイス 総合優勝
1988年
  ジロ・デ・イタリア 総合優勝。山岳賞。第12、18ST優勝。
1989年
ジロ・デ・イタリア 総合3位
1990年
ツール・ド・スイス 総合3位。第7ST優勝。
1991年
ツール・ド・スイス 総合3位。山岳賞。
1992年
ツール・ド・フランス 総合4位。第14ST（ラルプ・デュエズ）優勝。
ツール・ド・ロマンディ 総合優勝。第3ST優勝。
1993年
ツール・ド・ロマンディ 総合3位
1994年
ツール・ド・ロマンディ 総合3位